# Чемпионат Азии по самбо 2017
Чемпионат Азии по самбо 2017 года прошёл в Ташкенте с 30 июня по 2 июля.

## Медалисты

### Мужчины
| Весовая категория | Золото                           | Серебро                          | Бронза                                                               |
| ----------------- | -------------------------------- | -------------------------------- | -------------------------------------------------------------------- |
| до 52 кг          | Ербол Алдухан · Казахстан        | Руслан Жаныбек Уулу · Кыргызстан | Хасани Джомии · Таджикистан Саттор Ергашев · Узбекистан              |
| до 57 кг          | Акмалиддин Каримов · Таджикистан | Яссатай Асхамбай · Казахстан     | Рахматджон Ахмедов · Узбекистан Максуджан Авлиякулиев · Туркменистан |
| до 62 кг          | Сапар Довлетов · Туркменистан    | Тогтохбаяр Магсар · Монголия     | Айдос Ахметов · Казахстан Нозимджон Охиров · Таджикистан             |
| до 68 кг          | Бехрузи Ходжазода · Таджикистан  | Сарбон Ерназаров · Узбекистан    | Толеген Нургалиев · Казахстан Саед Имани · Иран                      |
| до 74 кг          | Мубориз Мунаваров · Таджикистан  | Касым Популов · Туркменистан     | Г. Абдрахманов · Казахстан Нуриддинджон Тилаволдиев · Узбекистан     |
| до 82 кг          | Улугбек Рахмонов · Узбекистан    | Йозеф Каримжан · Иран            | Н. Оразмамаммедов · Туркменистан Зафар Олимшоев · Таджикистан        |
| до 90 кг          | Немат Ёкубов · Узбекистан        | Умед Хасанбеков · Таджикистан    | Медет Раиссов · Казахстан Нармират Танрибердиев · Туркменистан       |
| до 100 кг         | Парвиз Халимов · Узбекистан      | Н. Кудаибергенов · Казахстан     | Шамшод Абдуллоев · Таджикистан Павел Гончаров · Кыргызстан           |
| свыше 100 кг      | Ерасыл Кажыбаев · Казахстан      | Милад Ширихажибаба · Иран        | Назар Дурдыев · Туркменистан Хакимжон Исмаилов · Узбекистан          |

### Женщины
| Весовая категория | Золото                                | Серебро                          | Бронза                                                             |
| ----------------- | ------------------------------------- | -------------------------------- | ------------------------------------------------------------------ |
| до 48 кг          | Нодира Гулова · Узбекистан            | Айжан Жулкибаева · Казахстан     | Цоу Цзявэнь · Китайский Тайбэй Кызы Абдылдабек · Кыргызстан        |
| до 52 кг          | Гульбадам Бабамуратова · Туркменистан | Солонгогерель Сампил · Монголия  | Гульнур Ерболова · Казахстан Шахзода Валиева · Узбекистан          |
| до 56 кг          | Рушана Нуржавова · Туркменистан       | Маликабону Мирзаева · Узбекистан | Ли Цзяи · Китайский Тайбэй Айдана Султанбекова · Казахстан         |
| до 60 кг          | Гульноза Зияева · Узбекистан          | Аккал Отебек · Казахстан         | Махри Акмырадова · Туркменистан Гульзада Жилдызбекова · Кыргызстан |
| до 64 кг          | Динара Жумбаева · Казахстан           | Гульчехра Маманова · Узбекистан  | Чинар Черкезова · Туркменистан                                     |
| до 68 кг          | Гульмира Исматова · Узбекистан        | Сеоюнг Канг · Республика Корея   | Зыба Орунова · Туркменистан Марахабат Куатбекова · Казахстан       |
| до 72 кг          | Лейла Нурыева · Туркменистан          | Нилуфар Давлетова · Узбекистан   | Айнур Акжигитова · Казахстан                                       |
| до 80 кг          | Калжан Тайжанова · Казахстан          | Махри Мулкиева · Туркменистан    | Мафтуна Есанова · Узбекистан Азиза Азизова · Таджикистан           |
| свыше 80 кг       | Руза Духтурбаева · Казахстан          | Шахло Турсунова · Узбекистан     | Ян Ячунь · Китайский Тайбэй Балжиням Норовсамбуу · Монголия        |

### Боевое самбо
| Весовая категория | Золото                             | Серебро                            | Бронза                                                          |
| ----------------- | ---------------------------------- | ---------------------------------- | --------------------------------------------------------------- |
| до 52 кг          | Толмас Туклиев · Узбекистан        | Ениш Мерданов · Туркменистан       | Нуркен Домбаев · Казахстан Ханболот Маматов · Кыргызстан        |
| до 57 кг          | Лутфилла Сайдаматов · Узбекистан   | Мухаммед Мейрамов · Казахстан      | Рейепнур Агаев · Туркменистан Илибек Жаныбеков · Кыргызстан     |
| до 62 кг          | Керимберди Довлетов · Туркменистан | Улан Мукашев · Казахстан           | Улугбек Хакимов · Узбекистан Жударбек Сатикеев · Кыргызстан     |
| до 68 кг          | Зафар Аллабергенов · Узбекистан    | Алаибек Умотов · Кыргызстан        | Педрам Бейзадех · Иран Абдулла Бабаев · Туркменистан            |
| до 74 кг          | Бекназар Раимкул Уулу · Кыргызстан | Табрешо Парпишоев · Таджикистан    | Истам Кудратов · Узбекистан Довлетмурат Чеппеев · Туркменистан  |
| до 82 кг          | Бекзод Нурматов · Узбекистан       | Эльгун Солтанов · Туркменистан     | Бейбит Аширбеков · Казахстан Фирдовс Фозилбеков · Таджикистан   |
| до 90 кг          | Санжар Нематов · Узбекистан        | Фаридун Одилов · Таджикистан       | Сердар Ножамухаммедов · Туркменистан Куаниш Аязбаев · Казахстан |
| до 100 кг         | Сардор Шовриков · Узбекистан       | Бабаджан Ибадуллаев · Туркменистан | Максут Даирбаев · Казахстан Улугбек Мамутов · Кыргызстан        |
| свыше 100 кг      | Улан Абдимамат Уулу · Кыргызстан   | Эмин Эсенов · Туркменистан         | Аббас Али заде · Иран Алдияр Турсун · Казахстан                 |